# I liga urugwajska w piłce nożnej (1911)
- Mistrz Urugwaju 1911: CURCC Montevideo
- Wicemistrz Urugwaju 1911: Montevideo Wanderers
- Spadek do drugiej ligi: Libertad Montevideo
- Awans z drugiej ligi: Universal Montevideo

Mistrzostwa Urugwaju w roku 1911 były mistrzostwami rozgrywanymi według systemu, w którym wszystkie kluby rozgrywały ze sobą mecze każdy z każdym u siebie i na wyjeździe, a o tytule mistrza i dalszej kolejności decydowała końcowa tabela.

## Primera División

### Końcowa tabela sezonu 1911
| Poz | Klub                      | Mecze | Zw | Rem | Por | Pkt | BrZd | BrStr |
| --- | ------------------------- | ----- | -- | --- | --- | --- | ---- | ----- |
| 1   | CURCC Montevideo          | 14    | 12 | 1   | 1   | 25  | 29   | 9     |
| 2   | Montevideo Wanderers      | 14    | 6  | 4   | 4   | 16  | 28   | 13    |
| 3   | River Plate FC Montevideo | 14    | 5  | 5   | 4   | 15  | 25   | 14    |
| 4   | Dublín Montevideo         | 14    | 6  | 3   | 5   | 15  | 25   | 26    |
| 5   | Club Nacional de Football | 14    | 6  | 3   | 5   | 15  | 17   | 19    |
| 6   | Bristol Montevideo        | 14    | 4  | 2   | 8   | 10  | 20   | 32    |
| 7   | Central Montevideo        | 14    | 3  | 3   | 8   | 9   | 17   | 27    |
| 8   | Libertad Montevideo       | 14    | 2  | 3   | 9   | 7   | 12   | 33    |